# Shearia rybalovi
Shearia rybalovi är en mångfotingart som beskrevs av Mikhaljova 2000. Shearia rybalovi ingår i släktet Shearia och familjen Diplomaragnidae. Inga underarter finns listade i Catalogue of Life.